# Вашингтон (окръг, Индиана)
Вижте пояснителната страница за други населени места с името Вашингтон.
Окръг Вашингтон (на английски: Washington County) е окръг в щата Индиана, Съединени американски щати. Площта му е 1339 km², а населението е 28 182 души (1 април 2020). Административен център е град Сейлъм.